# Cannone da 47/32
Cannone da 47/32 là một loại pháo nhỏ của Áo trong thế chiến 2. Nó vừa là pháo hỗ trợ bộ binh, vừa là pháo chống tăng.

## Đặc điểm kỹ thuật
- Cỡ nòng: 47 mm (1,85 in)
- Chiều dài: 1.68 m (5 ft 6 in)

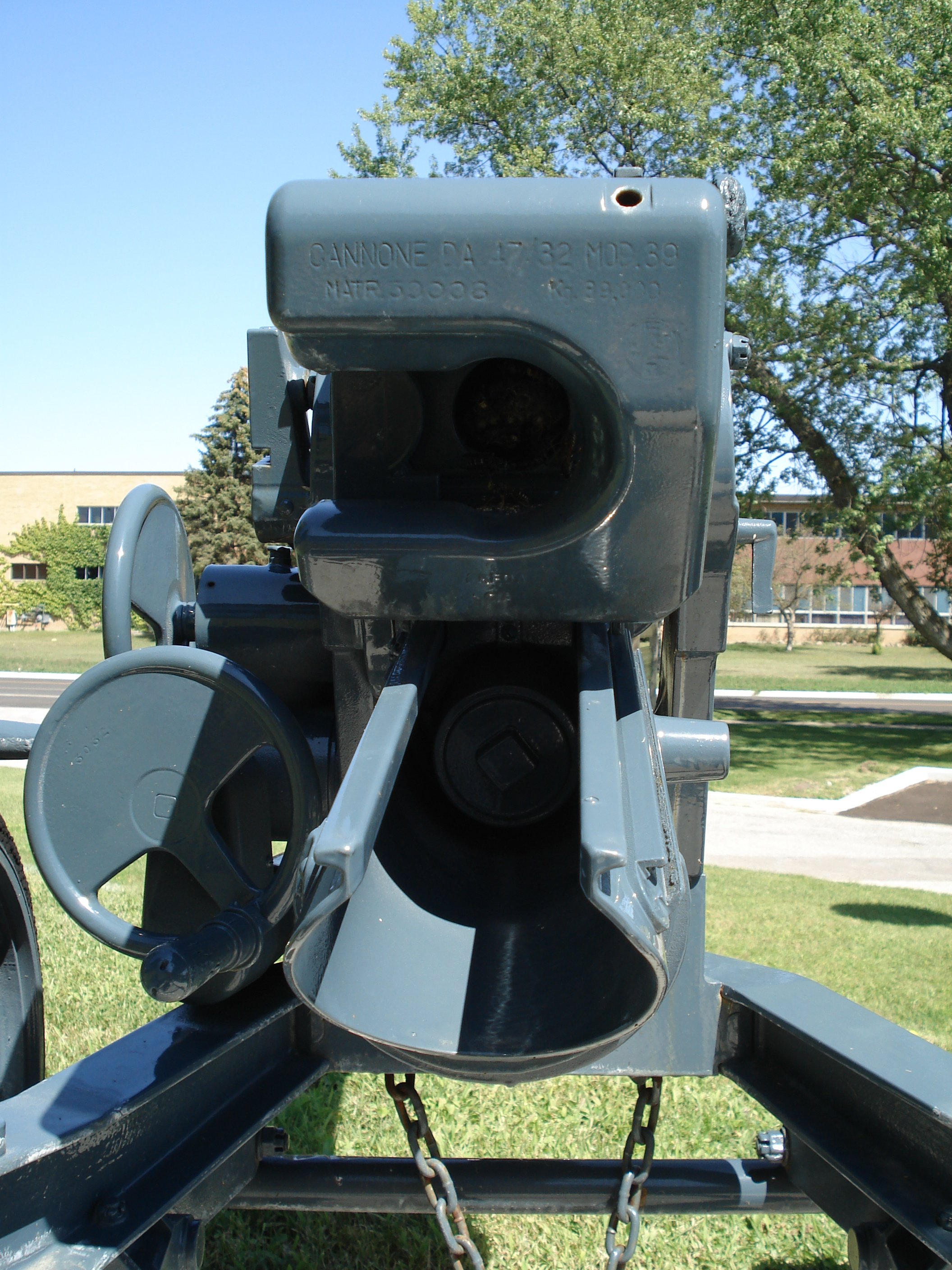

- Chiều dài nòng (toàn bộ nòng): 1.525 m (5 ft)
- Chiều dài nòng (có khương tuyến): 1.33 m (4 ft 4.3 in)
- Khối lượng khi hành quân: 315 kg (694.5 lb)
- Khối lượng trong chiến trận: 277 kg (610.6 lb)
- Góc ngẩng nòng: từ -15° tới +56°
- Góc quay ngang: từ -31° tới +31°

## Đạn
| Đạn sử dụng |            |                 |         |                    |                    |
|             | Khối lượng | Sơ tốc đầu nòng | Tầm bắn | Xuyên giáp (100 m) | Xuyên giáp (500 m) |
| AP          | 1,44 kg    | 630 m/s         | -       | 58 mm              | 43 mm              |
| HEAT        | 2,37 kg    | 250 m/s         | 7000 m  | -                  | -                  |

## Lịch sử sử dụng
Công ty của Áo là Böhler đã thiết kế và chế tạo ra Cannone da 47/32, và tới khoảng năm 1930 đã nhượng quyền sản xuất lại cho Italy. Người Ý đã thiết kế lại bánh xe và hệ thống đỡ để có thể sử dụng xe kéo cơ giới. Quân đội Ý gọi chúng là "elefantino" (little elephant).
Khả năng của Cannone da 47/32 là tương đương với các pháo 45 mm anti-tank gun M1937 (53-K) của Liên Xô, 3,7 cm Pak 36 của Đức hay pháo Ordnance QF 2-pounder của Anh. Nó không chống lại được các xe tăng hạng trung, nhưng có thể hạ được các thiết giáp trinh sát hoặc xe tăng hạng nhẹ.
Quân đội Ý cũng gắn Cannone da 47/32 lên một số mẫu thiết giáp của họ, như tăng hạng trung Fiat M13/40 và Fiat M14/41, xe thiết giáp bánh lốp AB 41 (Autoblinda Fiat-Ansaldo), pháo tự hành Semovente da 47/32.
Quân Đức cũng sử dụng một số Cannone da 47/32 khi họ bắt được của Hà Lan (được đổi tên thành 4,7 cm Pak 187 (h)) và Liên Xô (được đổi tên thành 4.7 cm Pak 196 (r)).

## Các nước sử dụng
- Áo
- Thụy Sĩ
- Hà Lan
- Phần Lan
- Romania
- Estonia
- Latvia
- Liên Xô
- Trung Quốc
- Ý
- Đức Quốc xã